# Scaphiella guiria
Espèce
Scaphiella guiria est une espèce d'araignées aranéomorphes de la famille des Oonopidae.

## Distribution
Cette espèce se rencontre à la Trinité à Trinité-et-Tobago et au Venezuela dans l'État de Sucre,.

## Description
La femelle holotype mesure 1,45 mm.

## Étymologie
Cette espèce est nommée en référence au lieu de sa découverte, Güiria.

## Publication originale
- Platnick & Dupérré, 2010 : The goblin spider genus Scaphiella (Araneae, Oonopidae). Bulletin of the American Museum of Natural History, no 332, p. 1-156 (texte intégral).